# Zosterops poliogastrus
El anteojitos serrano (Zosterops poliogastrus) es una especie de ave paseriforme de la familia Zosteropidae propia de África oriental.

## Distribución y hábitat
El anteojitos serrano se encuentra distribuido por las montañas del África oriental distribuido por Etiopía, Eritrea, Sudán del Sur, Kenia y Tanzania. Su hábitat natural son los bosques montanos tropicales y las zonas de matorral de alta montaña.

## Taxonomía
Está compuesto por varias subespecies que ocupan montañas aisladas:
- Z. p. poliogastrus - se extiende por el este de Sudán de Sur, Eritrea y en Etiopía desde el norte al oeste
- Z. p. kaffensis -  se encuentra en el oeste de Etiopía
- Z. p. kulalensis - ocupa el monte Kulal (norte de Kenia)
- Z. p. eurycricotus - noreste de Tanzania
- Z. p. mbuluensis - se extiende del sur de Kenia al norte de Tanzania
- Z. p. winifredae - localizado en las montañas Pare (ne Tanzania)

Anteriormente se consideraban subespecies del anteojitos serrano al anteojitos kikuyu y al anteojitos de los Taita, pero ahora se consideran especies separadas.